# Robert Le Vigan
Pour les articles homonymes, voir Le Vigan.
Robert Charles Alexandre Coquillaud, dit Robert Le Vigan, est un acteur français né le 7 janvier 1900 à Paris 18e et mort le 12 octobre 1972 à Tandil (Argentine).
Remarqué pour ses seconds rôles dans les films français des années trente et quarante, dont La Bandera, Le Quai des brumes ou Goupi Mains Rouges. Dirigé par Julien Duvivier, il incarne Jésus-Christ dans Golgotha en 1935, considérée comme l'une de ses compositions les plus inspirées.
Son implication dans la collaboration durant la Seconde Guerre mondiale lui vaut d'être condamné 
après la Libération à la dégradation nationale et à dix ans de travaux forcés. Bénéficiant d'une libération conditionnelle après trois ans de travail dans un camp, il passe en Espagne puis s'exile en Argentine. Il y meurt dans le dénuement.

## Biographie

### Jeunesse et études
Robert Charles Alexandre Coquillaud naît 7 janvier 1900 au 42 rue de la Charbonnière dans le 18e arrondissement de Paris. Son père, Alexandre Coquillaud, est vétérinaire, sa mère, Louise-Charlotte Grollet, sans profession.
Refusant de prendre la relève de son père, il s'intéresse très tôt à l'art dramatique. Il est reçu au concours d'entrée au Conservatoire de Paris. Second prix de comédie en première année, il quitte le Conservatoire en apprenant qu'il ne pourrait jamais obtenir le premier prix du fait de son engagement militaire[pas clair]. Le music-hall est le seul refuge pour obtenir quelques emplois honorables et subsister, il se retrouve employé dans des petits rôles qui lui permettent de faire ses classes. Il rencontre Marcel Dalio avec qui il court le cachet. Il interprète Molière et Regnard en Belgique.
Il effectue son service en fantassin au 167e régiment d'infanterie situé à Wiesbaden en zone française. Libéré de ses obligations militaires, il reprend quelques tournées en province, interprétant Molière et George Bernard Shaw dans les troupes de Gaston Baty et Louis Jouvet. En 1927, il tourne avec Arletty dans des sketches.

### Avant la Seconde Guerre mondiale
Julien Duvivier le remarque dans une pièce de Jules Romains : Donogoo. Il l'engage et lui donne un rôle dans Les Cinq Gentlemen maudits, rôle qui le cantonne dans des emplois équivoques et des rôles de criminel. Il tourne ensuite La Bandera, Les Bas-fonds et Le Quai des brumes, qui le rendent célèbre. Il interprète le rôle du Christ dans Golgotha. Colette dit, après l'avoir vu jouer, que Le Vigan est un acteur « saisissant, immatériel, sans artifice, quasi céleste ». Entre deux contrats, il fréquente des cercles artistiques, où se retrouvent le peintre Gen Paul, l'écrivain Marcel Aymé, le dessinateur Poulbot, et Louis-Ferdinand Céline, avec qui il se lie d'amitié. En 1938 sort le film de Christian-Jaque, Les Disparus de Saint-Agil, dans lequel Le Vigan fait une composition.

### Sous l'Occupation
En 1939, durant la « drôle de guerre », il est mobilisé comme conducteur dans une unité de transmissions, il profite de quelques permissions pour retrouver ses amis comédiens à Nice.
Le Vigan fait un détour par Oran pour y rejoindre sa femme avec laquelle il partage dix ans de relation commune. Sans emploi, il regagne Marseille, ville d'où le comédien Albert Préjean l'avait fait partir pour l'Algérie.
L'armistice signé, il remonte à Paris. Durant l'Occupation, il participe sur Radio-Paris — contrôlée par les Allemands — à une émission-revue : Au rythme du temps, dirigée par le collaborationniste Georges Oltramare, dit « Charles Dieudonné », dans laquelle Le Vigan, avec des comédiens comme Maurice Rémy et des journalistes, joue des saynètes basées sur les actualités. Cette émission lui donne l'occasion de manifester avec bruit sa fougue antisémite, ce qui lui vaut par la suite d'être en tête de la liste noire des comités d'épuration.
Collaborateur notoire, il envoie des lettres de délation à la Gestapo concernant le milieu artistique. Il tourne L'Assassinat du père Noël (1941), film de Christian-Jaque, et rédige une lettre dans laquelle il mentionne sa grande joie d'avoir collaboré à cette réalisation, produite par Alfred Greven pour la Continental (compagnie à capitaux allemands), ce qui lui sera reproché lors de son procès. Il tourne aussi dans Romance de Paris et interprète « Goupi Tonkin » dans Goupi Mains Rouges.
Durant l'Occupation, on retrouve Le Vigan parmi les vedettes régulièrement invitées à l'antenne de la chaîne de télévision allemande Fernsehsender Paris.
En 1943, il adhère au Parti populaire français (PPF) de Jacques Doriot. Il retrouve Louis-Ferdinand Céline à Baden-Baden en 1944 et l'accompagne, avec Lili et le chat Bébert, à Berlin, puis à Zornhof (en fait, Kränzlin, petit village à cent km au nord-ouest de la capitale allemande), Rostock, enfin Sigmaringen. Cette fuite en Allemagne en compagnie de l'écrivain, pour échapper à l'épuration, est essentiellement décrite, pour ce qui est de Le Vigan, dans Nord (1960), deuxième volet de la "Trilogie allemande" — après D'un château l'autre (1957) et avant Rigodon (1969) — une grosse chronique mi-romancée mi-autobiographique rédigée par Céline dans les dernières années de sa vie. Noter que l'acteur n'apparaît pas et est à peine cité dans les premier et troisième volets de cette "Trilogie".
Le Vigan devient speaker au poste « Ici la France », recevant 1 100 marks par mois, jusqu'au 7 janvier 1945, date à laquelle il cherche à passer en Suisse.
À son retour en France, l'acteur est incarcéré à la prison de Fresnes et condamné par la Cour de justice de la Seine, en novembre 1946, à la dégradation nationale et à dix ans de travaux forcés, pour faits de collaboration. Lors de son procès, le réalisateur Julien Duvivier, ainsi que les acteurs Louis Jouvet, Madeleine Renaud et Jean-Louis Barrault tentent de le sauver en le décrivant irresponsable. Duvivier déclare ainsi : « Je ne puis dire que je le considère comme un homme parfaitement normal. Il est susceptible de subir des entraînements que rien de sensé ne peut justifier ». C'est ce que plaide aussi son avocat, Me Pierre Charpentier, s'appuyant sur le rapport d'un médecin aliéniste,,.

### Après la Guerre
Libéré sous condition en 1948, il choisit l'exil. Il gagne l'Espagne, puis l'Argentine où il tourne encore dans quelques films, en 1951 et 1952. Il s'y remarie le 11 décembre 1956 avec Olympe Bellemer.
Il vit ensuite dans la misère. Il meurt en Argentine le 12 octobre 1972, à 72 ans. Il avait renoncé à tout retour en France, au point que François Truffaut, le contactant à la fin des années 1960 pour le réhabiliter comme comédien, n'avait pu le soustraire à sa retraite. Le Vigan bénéficiait pourtant d'une amnistie, depuis 1958, mais il ne voulait pas rentrer en France, car il redoutait des représailles, mais surtout que le « métier », c'est-à-dire les cinéastes, metteurs en scènes, etc. ne veuille plus de lui, et il pensait qu'il ne retrouverait pas de rôles importants.   
À propos de Robert Le Vigan, Jean Tulard a écrit « qu'il ne s'était jamais remis d'avoir incarné Jésus dans le film Golgotha de Duvivier » et aussi : « On s'accorde, les passions apaisées, à reconnaître l'immensité de son talent ».

### Vie privée
Robert Le Vigan a été marié à deux reprises :
- avec Alphonsine Félicia Adeline Lassauce, épousée le 3 janvier 1936 à la mairie du 18e arrondissement de Paris et dont il divorce le 3 avril 1943 ;
- avec Olympe Marie Blanche Edmée Bellemer, épousée le 11 décembre 1956 à Buenos-Aires (Argentine)[1].

## Filmographie
- 1931 : Radio Folies, court métrage de Jean Tarride
- 1931 : Les Cinq Gentlemen maudits de Julien Duvivier : Donald Strawber
- 1932 : L'Éternelle Chanson, court métrage de Robert Vernay : le vagabond
- 1932 : En douane, court métrage d'Antonin Bideau
- 1932 : Le Chien jaune de Jean Tarride : le docteur Ernest Michoux
- 1932 : Une jeune fille et un million de Max Neufeld : l'employé brouillon de l'agence
- 1933 : Coquin de sort d'André Pellenc
- 1933 : Le Tunnel de Curtis Bernhardt : Brooce
- 1933 : Le Petit Roi de Julien Duvivier : le fou
- 1933 : Le Médecin de service, court-métrage d'André Cerf
- 1933 : Knock ou le Triomphe de la médecine de Roger Goupillières et Louis Jouvet : Mousquet, le pharmacien
- 1933 : L'Homme à la barbiche, court métrage de Louis Valray : Jérôme de Valvert et son demi-frère
- 1933 : La Femme idéale d’André Berthomieu : Girardin
- 1933 : Boubouroche, court métrage d’André Hugon : Potasse
- 1934 : La Rue sans nom de Pierre Chenal : Vanoël
- 1934 : Madame Bovary de Jean Renoir : Lheureux
- 1934 : Le Prince des Six Jours de Robert Vernay : Fouilloux
- 1934 : Maria Chapdelaine de Julien Duvivier : Tit-Sèbe, le rebouteux
- 1934 : Famille nombreuse d’André Hugon : l'adjudant-chef Sandri
- 1934 : Bien mal acquis, court métrage d’Earl Welch
- 1934 : L'Article 330, court métrage de Marcel Pagnol : Jean-Philippe La Brige
- 1934 : L'Affaire Coquelet de Jean Gourguet : Poireau
- 1935 : La Ronde du brigadier Bellot, court métrage de Raymond Raffin
- 1935 : Jérôme Perreau, héros des barricades d’Abel Gance : le cardinal Mazarin
- 1935 : La Bandera de Julien Duvivier : Fernando Lucas
- 1935 : Golgotha de Julien Duvivier : Jésus-Christ
- 1936 : Un de la légion de Christian-Jaque : Leduc
- 1936 : Romarin d’André Hugon : Napoléon Orsini
- 1936 : Jenny de Marcel Carné : l'albinos
- 1936 : Hélène de Jean Benoit-Lévy et Marie Epstein : le docteur Régnier
- 1936 : Les Mutinés de l'Elseneur de Pierre Chenal : Charles Davis
- 1936 : Les Bas-Fonds de Jean Renoir : l'acteur alcoolique
- 1937 : Regain de Marcel Pagnol : le sergent de Sault
- 1937 : Franco de port de Dimitri Kirsanoff : Henri
- 1937 : La Femme du bout du monde de Jean Epstein : Arlanger
- 1937 : La Citadelle du silence de Marcel L'Herbier : Granoff
- 1937 : L'Homme de nulle part de Pierre Chenal : le comte Papiano
- 1938 : Le Petit Chose de Maurice Cloche : Roger
- 1938 : L'Occident de Henri Fescourt : Taïeb el Haïn
- 1938 : Ernest le rebelle de Christian-Jaque : le gouverneur-président de Mariposa
- 1938 : L'Avion de minuit de Dimitri Kirsanoff : le docteur
- 1938 : Tempête sur l'Asie de Richard Oswald : Sir Richard
- 1938 : Les Disparus de Saint-Agil de Christian-Jaque : César le passe-muraille
- 1938 : Le Quai des brumes de Marcel Carné : le peintre
- 1939 : Le monde tremblera de Richard Pottier : le greffier
- 1939 : Le Veau gras de Serge de Poligny : Grussgolt
- 1939 : Le Dernier Tournant de Pierre Chenal : le cousin maître-chanteur
- 1939 : Louise d’Abel Gance : Gaston
- 1939 : Dédé la musique d’André Berthomieu : Fernand l'Américain
- 1939 : La Charrette fantôme de Julien Duvivier : le père Martin
- 1940 : Paradis perdu d'Abel Gance : Édouard Bordenave
- 1941 : Romance de Paris de Jean Boyer : Monsieur Lormel
- 1941 : L'Assassinat du Père Noël de Christian-Jaque : Léon Villard
- 1942 : Chambre 13 d’André Hugon : Fenouil
- 1942 : Patrouille blanche de Christian Chamborant : le commissaire Pascal
- 1942 : Vie privée de Walter Kapps : Rémi Géraud
- 1942 : Andorra ou les Hommes d'airain d’Émile Couzinet : Asnurri
- 1942 : Le Mariage de Chiffon de Claude Autant-Lara : L'huissier
- 1942 : Les affaires sont les affaires de Jean Dréville : Phinck
- 1942 : La Prière aux étoiles de Marcel Pagnol (inachevé)
- 1943 : La Grande Marnière de Jean de Marguenat : Fleury
- 1943 : Untel père et fils de Julien Duvivier : Michel Froment
- 1943 : Goupi Mains-Rouges de Jacques Becker : Goupi-Tonkin
- 1943 : Ne le criez pas sur les toits de Jacques Daniel-Norman : le professeur Léonard Bontagues
- 1943 : L'Homme qui vendit son âme de Jean-Paul Paulin : Grégori
- 1944 : La Collection Ménard de Bernard Roland : Amédée Garbure
- 1944 : Les Enfants du paradis de Marcel Carné : Jéricho[10]
- 1945 : Bifur 3 de Maurice Cam: Paul
- 1951 : La Orquídea d’Ernesto Arancibia : le père
- 1951 : El Correo del rey de Ricardo Gascon : Peabody
- 1952 : Rio turbio d’Alejandro Wehner : Levignan
- 1952 : Ley del mar de Miguel Iglesias Bonns : Rafael

### Documentaire
- Robert Le Vigan, la cavale d'un maudit de Bertrand Tessier, produit par California Prod, Canal + et TV5 Monde, 2021 - Sélection officielle Festival international du film d'histoire de Pessac.